# Renbergstjärnen (Arjeplogs socken, Lappland)
Renbergstjärnen är en sjö i Arjeplogs kommun i Lappland och ingår i Skellefteälvens huvudavrinningsområde.